# Hwasong-6
Hwasong-6 (화성 6), tức Hỏa tinh-6 (火星 6), là loại tên lửa đạn đạo chiến thuật tầm ngắn dưới 1000 km (SRBM) do Cộng hòa Dân chủ Nhân dân Triều Tiên sản xuất dựa trên phiên bản tên lửa Scud-C của Liên Xô. Hwasong-6 là phiên bản tiếp nối cũng như cải tiến của Hwasong-5 (mẫu tên lửa dựa trên phiên bản R-17 Elbrus (Scud-B) của Liên Xô).

## Quá trình nghiên cứu và sản xuất
Hwasong-6 bắt đầu được nghiên cứu từ năm 1988. Mục tiêu của Hwasong-6 là sẽ có tầm bắn cũng như độ chuẩn xác cao hơn tên lửa Hwasong-5. Nó bắt đầu được thử nghiệm lần đầu tiên vào tháng 6 năm 1990, Triều Tiên đã bắn thử thành công 3 lần tên lửa Hwasong 6 (Scud-C). Hwasong-6 cũng được đi vào sản xuất ngày từ năm đó. Đến năm 1991, nó bắt đầu được thay thế cho các tên lửa Hwasong-5. Sau này, Hwasong 6 cũng dần được bổ sung bằng tên lửa Rodong-1 (hay còn gọi là Nodong-1) và tên lửa Scud-ER.

## Tính năng

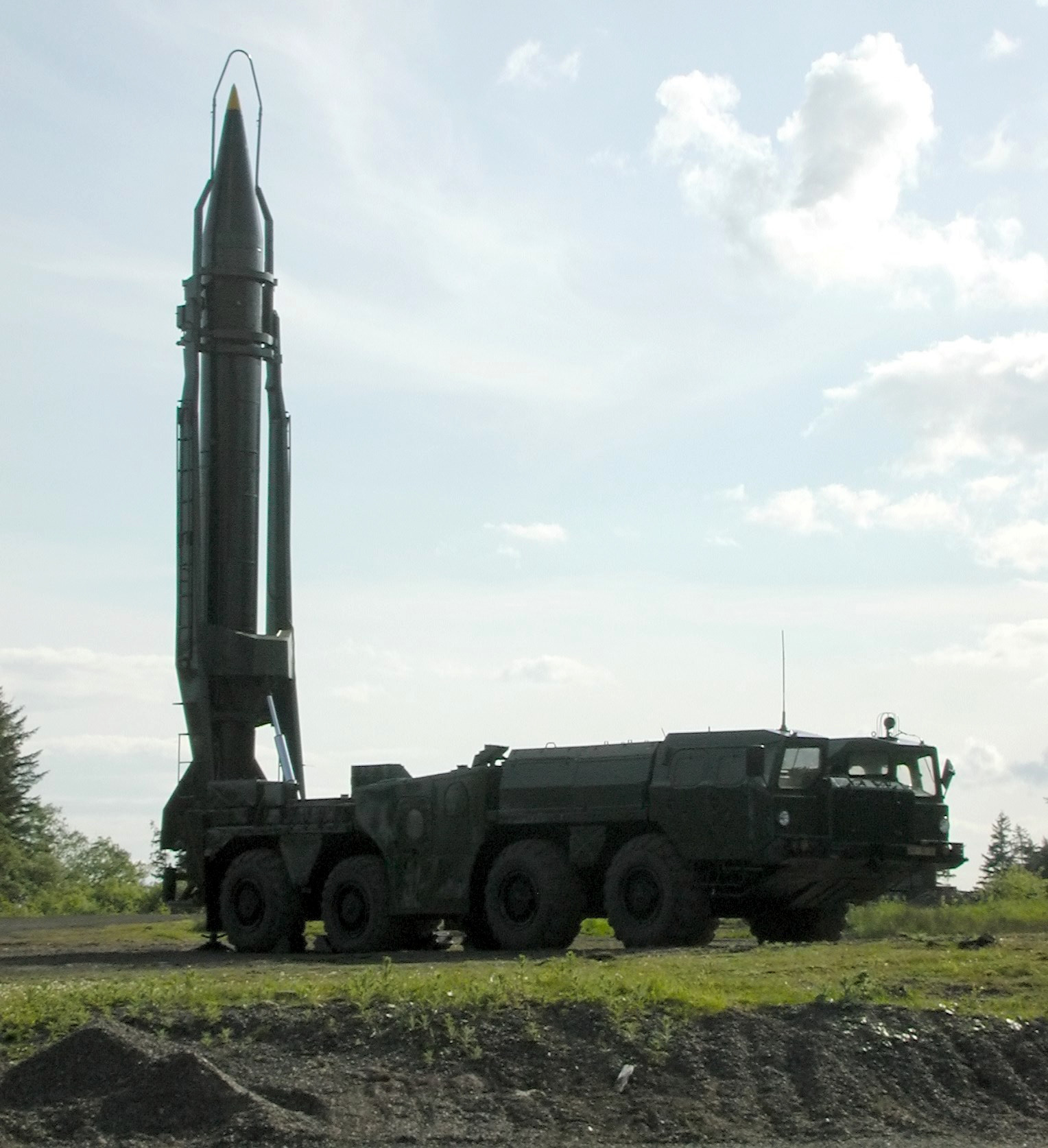
Xe tên lửa đạn đạo MAZ-543

Hwasong-6 có độ lệch mục tiêu chỉ 50 m, khá chuẩn so với các loại tên lửa tầm thấp cùng thời. Trọng lượng khoảng 700–800 kg, cơ bản thì nó cũng giống với phiên bản Hwasong 5 . Do sự khó khăn trong việc mua sắm các xe chở tên lửa MAZ-543 nên Triều Tiên bắt đầu tự sản xuất các xe tên lửa di động. Trung bình 1 tháng, Triều Tiên có thể cho ra lò từ 4-8 tên lửa Hwasong-6. Tính đến năm 1999, Bắc Triều Tiên đã sản xuất được từ 600 đến 1.000 Hwasong-6, trong đó 25 đã được đưa ra trong các thử nghiệm, 300-500 đã được xuất khẩu, và 300-600 đã và đang phục vụ trong Quân đội Nhân dân Triều Tiên.

## Xuất khẩu
Tên lửa Hwasong 6 đã được xuất khẩu đến một số quốc gia. Hwasong-6 đã trở thành mẫu để sản xuất tên lửa Shahab-2 (phiên bản Scud-C của Iran). Syria cũng từng dàn xếp với Triều Tiên để nhận loại tên lửa này. Vào năm 2004, Sudan cũng bị cáo buộc là đã nhận một số tên lửa Hwasong 6 (Scud C) và một số ít Scud D từ Syria.
Ở Việt Nam, Scud-B/C của Liên Xô và Hwasong-6 của Triều Tiên được coi như lực lượng dự bị chiến lược mang tính răn đe cao, trực thuộc đoàn tên lửa mặt đất B90.

## Các quốc gia sử dụng

### Hiện tại
- Cộng hòa Dân chủ Congo
- Iran Hwasong-6 và Shahab-2
- Myanmar 11 tên lửa giao năm 2009
- Ai Cập 40-50
- Syria Shahab-2 và Hwasong-6
- CHDCND Triều Tiên
- Việt Nam
- Yemen

### Chưa chắc chắn
- Cuba
- Sudan